# Pokrzydowo (gromada)
Pokrzydowo – dawna gromada, czyli najmniejsza jednostka podziału terytorialnego Polskiej Rzeczypospolitej Ludowej w latach 1954–1972.
Gromady, z gromadzkimi radami narodowymi (GRN) jako organami władzy najniższego stopnia na wsi, funkcjonowały od reformy reorganizującej administrację wiejską przeprowadzonej jesienią 1954 do momentu ich zniesienia z dniem 1 stycznia 1973, tym samym wypierając organizację gminną w latach 1954–1972.
Gromadę Pokrzydowo z siedzibą GRN w Pokrzydowie utworzono – jako jedną z 8759 gromad na obszarze Polski – w powiecie brodnickim w woj. bydgoskim, na mocy uchwały nr 24/2 WRN w Bydgoszczy z dnia 5 października 1954. W skład jednostki weszły obszary dotychczasowych gromad Pokrzydowo, Bachotek i Zastawie (oprócz obrębu Tęgowiec i miejscowości Kaługa) ze zniesionej gminy Pokrzydowo w tymże powiecie. Dla gromady ustalono 23 członków gromadzkiej rady narodowej.
1 stycznia 1957 do gromady Pokrzydowo przyłączono wieś Czyste Błota i kolonię Tęgowiec z gromady Wielkie Bałówki w powiecie nowomiejskim w woj. olsztyńskim.
31 grudnia 1959 do gromady Pokrzydowo włączono wsie Jajkowo i Świecie wraz z koloniami Kuligi, Pokrzywnica, Topiele i Kantyła ze zniesionej gromady Jajkowo w tymże powiecie.
Gromada przetrwała do końca 1972 roku, czyli do kolejnej reformy gminnej.